# Rostock Hauptbahnhof

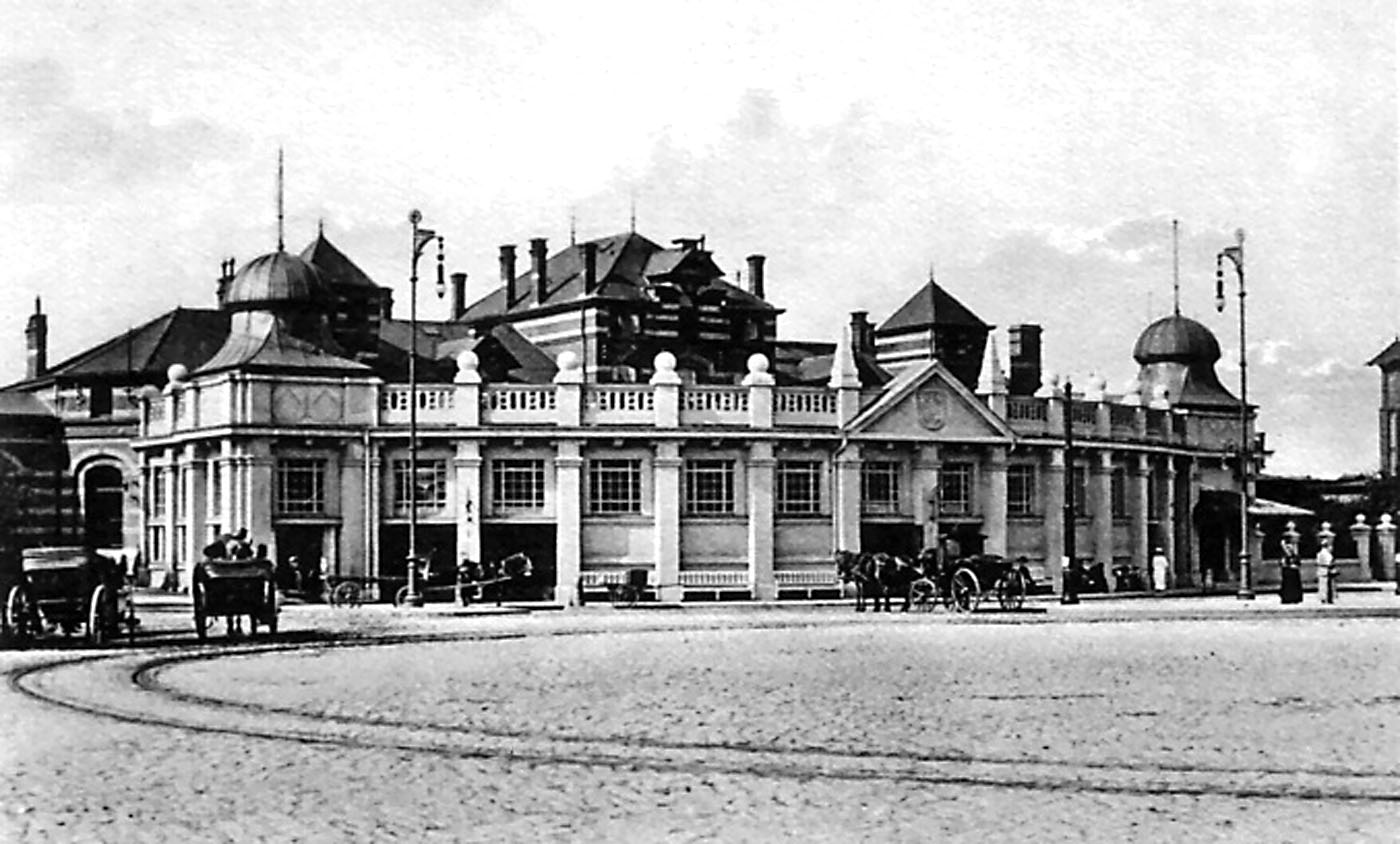
Rostock Hauptbahnhof 1920

Rostock Hauptbahnhof är centralstation i Rostock, Tyskland. Stationen ligger söder om stadskärnan. 1886 öppnade stationen för trafik av Deutsch-Nordischer Lloyd. Stationen byggdes ut 1913 samt 1922. Under andra världskriget skadades stationen kraftigt. Efter andra världskriget försvann stationens roll som viktig knutpunkt mellan Hamburg och Köpenhamn då Östtyskland fokuserade på inrikes järnvägslinjer. 

## Trafikering
Stationen trafikeras ICE, IC, regionaltåg samt S-Bahn och spårvagnar. 